# Головний зломщик (фільм, 1913)
«Головний зломщик» (англ. The Master Cracksman) — американська короткометражна драма режисера Оскара Апфеля 1913 року.

## Сюжет
Роберт Тетчер винаходить пристрій для захисту банків від злодіїв. Він дуже швидко розкуповується, і Томас заробляє мільйони з винаходу Тетчера, за участь. Тетчер, виявивши слабке місце в його системі, удосконалює її, і коли він пропонує ідеальний винахід Томасу за $ 50 000, його пропозиція відхиляється; помирає в злиднях. Його молодий син, Роберт, який збирався закінчити свій курс в інституті технології, виявляє правду про патент Томаса та те, як його батько був обманутий. Він отримує роботу в магазині Томаса і навмисно збирається довести слабину системи «Безпечний захист».

## У ролях
- Ірвінг Каммінгс — Роберт Тетчер молодший
- Ірен Гоулі — Медж — дівчина Роберта
- Ральф Льюїс — Роберт Тетчер старший
- Алан Гейл — Парр — детектив
- Джордж Сігман — Томас
- Едвард П. Салліван
- Джордж Де Карлтон